# Еритрејски народноослободилачки фронт
Еритрејски народноослободилачки фронт (тигр. ህዝባዊ ግንባር, ህግ; арап. الجبهة الشعبية لتحرير إريتريا‎) био је ослободилачка организација која се борила за независност Еритреје од Етиопије. Основали су ју лево оријентисани борци који су због идеолошких разлика 1970. године напустили Еритрејски ослободилачки фронт. Након независности Еритреје 1991, ЕНОФ се трансформисао у једину легалну политичку партију у држави, Народни фронт за демократију и правду.

## Позадина
ЕНОФ је био егалитарни покрет у којем су 30% бораца биле жене. Његов утицај у изузетно патријархалном и конзервативном еритрејском друштву био је веома значајан.
ЕНОФ и ЕОФ су се првобитно међусобно борили током Еритрејског грађанског рата. Током раних 1980-их, нови оружани сукоби између ЕНОФ-а и ЕОФ-а довели су до маргинализовања ЕОФ-а, који је своје седиште преместио у суседни Судан. ЕНОФ је остао једина релевантна опозиција етиопској војсци у Еритреји.
Борци ЕНОФ-а заробили су многе етиопске војнике током рата за независност и држали их у бројним логорима за ратне заробљенике, иако њихови заробљени војници нису имали исти третман. Због хуманитарне етике ЕНОФ-а, ови ратни заробљеници нису били злостављани од стране њихових тамничара.
ЕНОФ је током своје дугогодишње борбе изградио подземне болнице. У овим болницама су вршене операције, као и производњу разних лекова. Фронт је такође градио и школе на ослобођеним територијама. Године 1988, ЕНОФ је покрнеуо напад из северне покрајине Сахел према југу. Марксистички ЕНОФ је тада изашао као јака побуњеничка сила и наставио борбу за независност. Године 1991, ЕНОФ је успео у ослобађању Еритреје 24. маја 1991. године.

## Битке
Неке од значајнијих битака које је водио ЕНОФ биле су Ади Јакоб – фронт Ембадерхо (Северни фронт), Ади Хавша – фронт Села'е Да'еро (Јужни фронт), повлачење код Милитраја (совјетска интервенција), Ела Бери'ед, Масава I (поља соли Салина) 1977, Накфа, Афабет, Масава II 1990, фронт Гинда'е, фронт Декемихаре.

## Конгреси
Први конгрес ЕНОФ био је одржан у јануару 1977. године и званично усвојио политику ове организације. На конгресу је изабран генерални секретар и помоћник генералног секретара, те усвојен програм. Овај програм био је посебно усмерен на већа права жена, као и на широку образовну политику за очување сваког језика и пораст писмености. Такође је истакнуто да ће се границе ослобођене Еритреје заснивати на колонијалним уговорима Италије.
На Другом конгресу одржаном 1987. године, ујединили су се ЕНОФ и Еритрејски ослободилачки фронт / Централно руководство, што се обично назива Конгрес уједињења. То је био врхунац преговора који су трајали више од три године и који је окупио две ослободилачке организације у октобру 1986. под јединствену команду. На овом конгресу, Исајас Афеверки постао је нови генерални секретар уместо Рамадана Нура. Након тога, покрет је напустио већину раније усвојене марксистичко-лењинистичке идеологије у корист сопственог концепта револуционарног левог крила и свеобухватнијег и прагматичнијег приступа уједињења свих еритрејских националиста.
Трећи и последњи конгрес ЕНОФ одржан је 1994. године у Асмари. Конгрес је био важан по томе јер се Фронт од војне организације реорганизовао у чисто политички покрет. На овом конгресу, име организације промењено је у Народни фронт за демократију и правду.